# Epidendrum prasinum
Epidendrum prasinum är en orkidéart som beskrevs av Rudolf Schlechter. Epidendrum prasinum ingår i släktet Epidendrum och familjen orkidéer. Inga underarter finns listade i Catalogue of Life.